# Jón Þorkelsson Forni
Jón Þorkelsson forni, född 16 april 1859 i Skaftártunga, död 10 februari 1924, var en isländsk litteraturhistoriker, arkivarie och poet. Tillnamnet forni fick han efter sitt skáldanafn (diktarpseudonym) Fornólfur.
Jón Þorkelsson forni blev student 1882, filosofie doktor 1888 och landsarkivarie i Reykjavik 1900. Han utgav doktorsavhandlingen Om Digtningen på Island i det 15. og 16. Århundrede (1888), band II–XII av "Diplomatarium Islandicum" samt åtskilliga personhistoriska och genealogiska arbeten. Vidare utgav han Stefán Ólafssons dikter och 1891–1896 den illustrerade månadsskriften "Sunnanfari". Han skildrade också konung Jürgensens bedrifter på Island under hunddagarna 1809 i Saga Jörundar Hundadagakóngs, (1892).